# Heliotropium luteoviride
Heliotropium luteoviride är en strävbladig växtart som beskrevs av K. H. Rechinger och Riedl. Heliotropium luteoviride ingår i Heliotropsläktet som ingår i familjen strävbladiga växter. Inga underarter finns listade i Catalogue of Life.